# Vulcani Pelagus
Vulcani Pelagus  è una caratteristica di albedo della superficie di Marte.